# Juventud Retalteca
Juventud Retalteca – gwatemalski klub piłkarski z siedzibą w Retalhuleu.

## Historia
Juventud Retalteca został założony 6 maja 1951 roku w Retalhuleu przez Jose Maria Olivar i Guillermo Gordillo. Jego pierwszy awans do Liga Nacional de Fútbol de Guatemala przyszedł w niedzielę 24 września 1972, kiedy to pokonał już nieistniejący klub Gold River z wynikiem 4:1. Największe osiągnięcia klubu to zdobycie w 1979 i 1985 roku Copa de Guatemala. Klub 23 sezony występował w najwyższej lidze oraz 9 razy zaliczył udział w drugiej po klasie Primera División de Guatemala. 
Po sezonie Clausura 2012 zespół zakończył na ostatnim 12. miejscu w Liga Nacional i był oddelegowany do Primera División.
Ale ze względu na problemy finansowe 9 listopada 2012 klub został rozwiązany.

## Sukcesy

### Trofea międzynarodowe
Nie uczestniczył w rozgrywkach CONCACAF (stan na 31-05-2014).

### Trofea krajowe
| \| \| Zdobyte trofea w rozgrywkach Gwatemali (stan na: 31-05-2014) \| |                                                              |      |                    |
| Rozgrywki                                                             | Osiągnięcie                                                  | Razy | Sezon(y)           |
| Mistrzostwo                                                           | I miejsce                                                    | 0    | 2002/03 (Clausura) |
| Mistrzostwo                                                           | II miejsce                                                   | 2    | 1980, 1985         |
| Mistrzostwo                                                           | III miejsce                                                  | 0    |                    |
| Puchar                                                                | zdobywca                                                     | 2    | 1980, 1985         |
| Puchar                                                                | finalista                                                    | 1    | 1991               |
| Superpuchar                                                           | zdobywca                                                     | 0    |                    |
| Superpuchar                                                           | finalista                                                    | 1    | 1985               |
| II liga                                                               | I miejsce                                                    | 1    | 2001               |
| II liga                                                               | II miejsce                                                   | 0    |                    |
| II liga                                                               | III miejsce                                                  | 0    |                    |
| Gwatemala                                                             | Zdobyte trofea w rozgrywkach Gwatemali (stan na: 31-05-2014) |      |                    |

## Stadion
Klub rozgrywał swoje mecze domowe na stadionie Estadio Dr. Óscar Monterroso Izaguirre w Retalhuleu, który może pomieścić 8,000 widzów.